# System GERL

Schemat fagocytozy (typ endocytozy) oraz egzocytozy, czyli dwóch procesów, za które odpowiada system GERL

System GERL (ang. Golgi, Endoplasmic Reticulum, Lysosome) – termin określający współpracę trzech zależnych od siebie wzajemnie organelli komórkowych (aparat Golgiego, siateczka śródplazmatyczna, lizosom). Ich główną funkcją w komórce jest przeprowadzanie endocytozy oraz egzocytozy.